# Brevipecten biscornuta
Brevipecten biscornuta is een vlinder uit de familie spinneruilen (Erebidae). De wetenschappelijke naam is voor het eerst geldig gepubliceerd in 1985 door Wiltshire.
De soort komt voor in tropisch Afrika.